# Strijkijzer

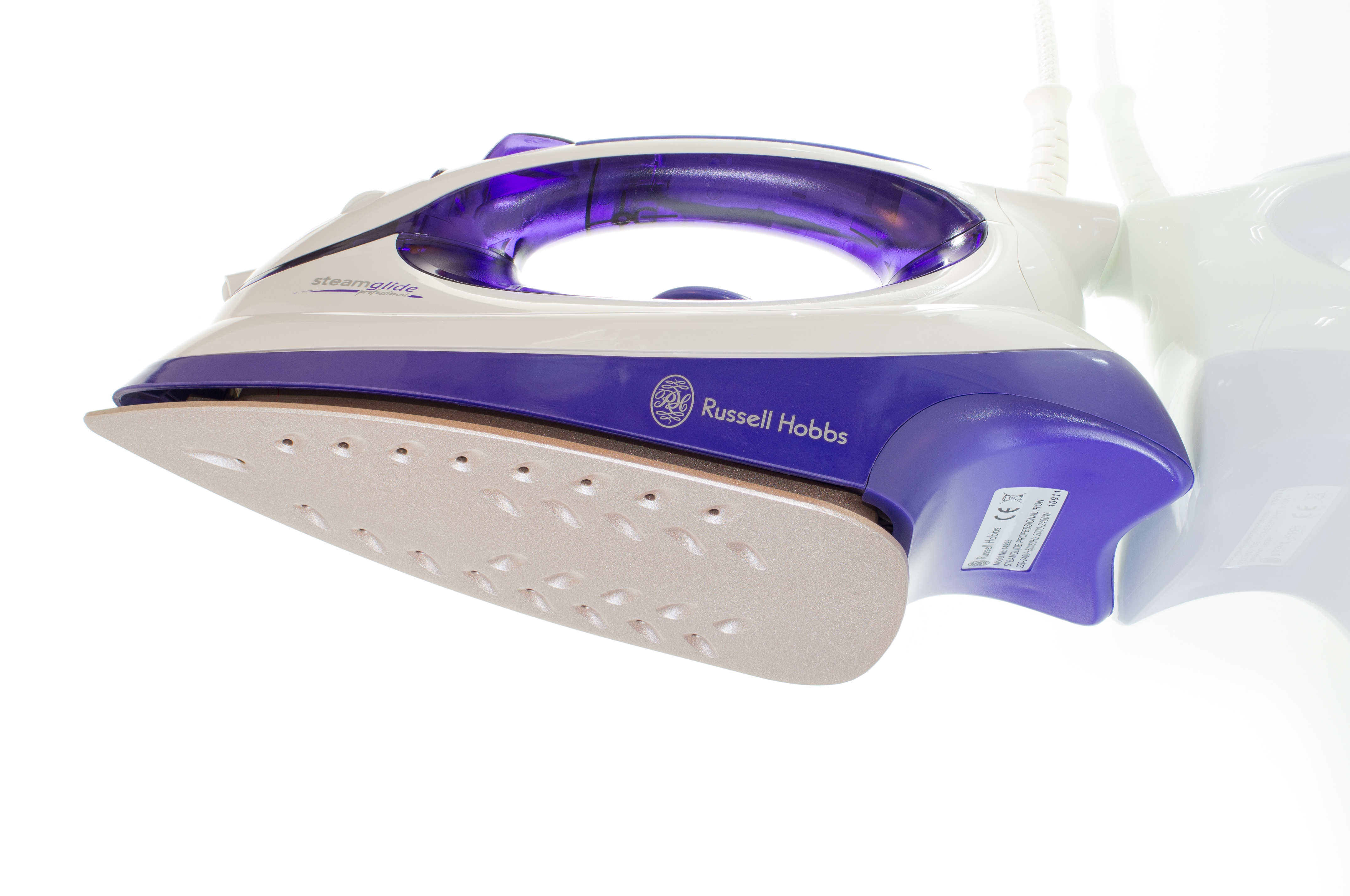
Een stoomstrijkijzer

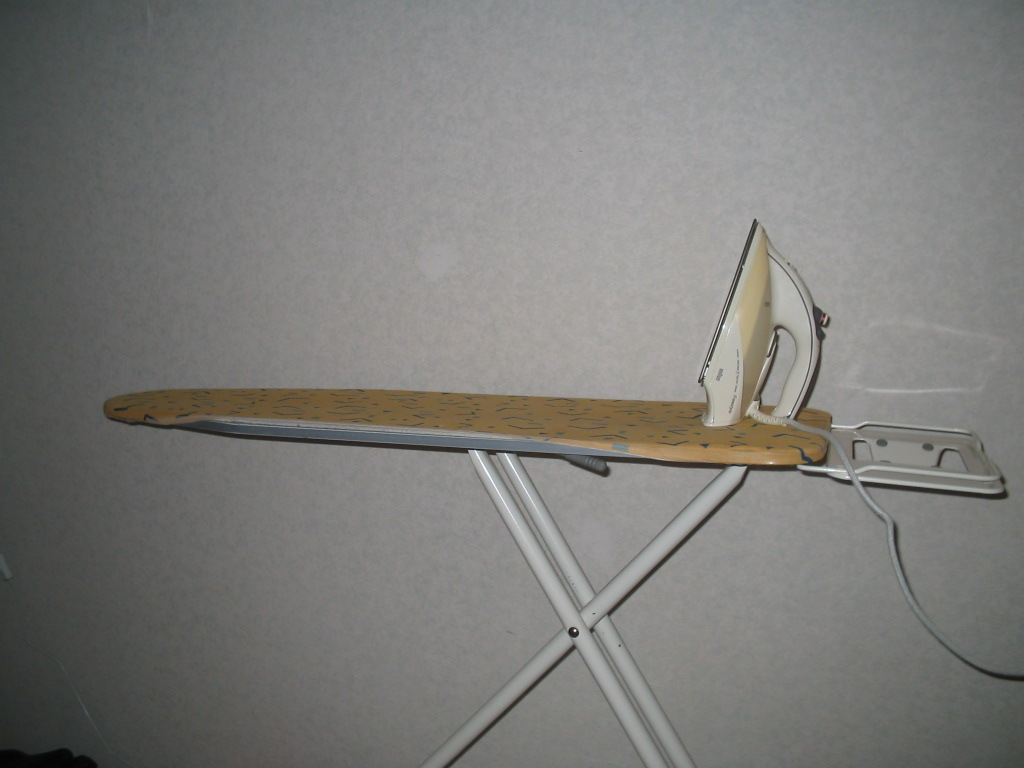
Een strijkplank

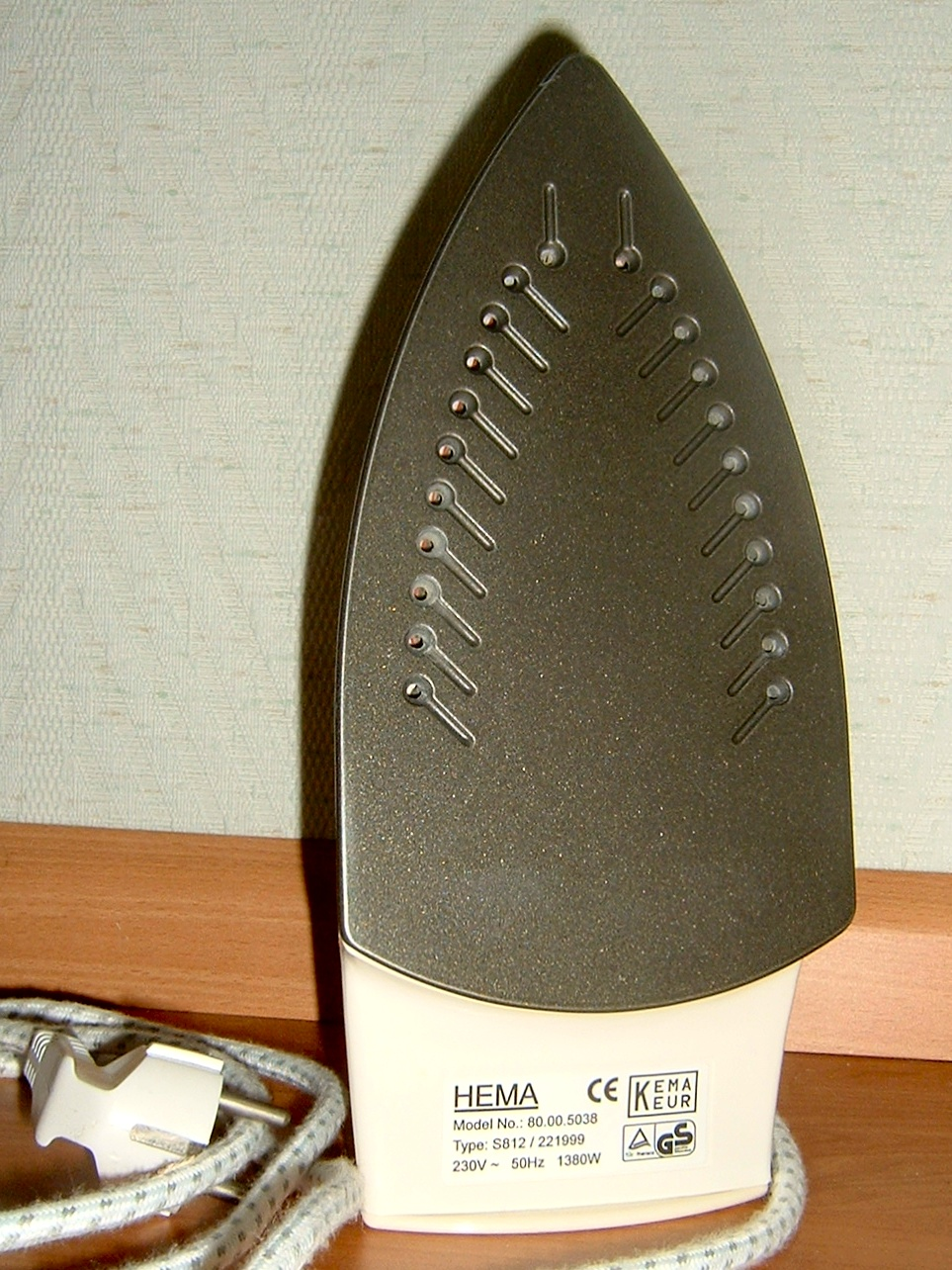
Strijkzool van een stoomstrijkijzer

Een strijkijzer of strijkbout is een huishoudelijk gereedschap dat gebruikt wordt om textiel door middel van warmte en eventueel stoom glad te strijken na het drogen. Het strijken heeft niet alleen een functie voor het mooi maken van textiel, maar het bevordert ook de hygiëne, doordat bacteriën door de hitte gedood worden. Dit is bijvoorbeeld zinvol voor zakdoeken, theedoeken en handdoeken.
Het woord ijzer refereert aan de eerste strijkbouten, die van ijzer gemaakt waren. Deze werden bijvoorbeeld op een kachel heet gemaakt en moesten hun warmte zo lang mogelijk vasthouden. Daarom werd veel ijzer gebruikt, wat ze zwaar maakte. Later werd het elektrische strijkijzer uitgevonden, waarin een gloeidraad de warmte in de zool opwekt. Het grote voordeel is het veel geringere gewicht en de door middel van een thermostaat instelbare temperatuur.

## Strijken
Strijken gebeurt over het algemeen op een strijkplank, die ongeveer 1,5 m lang is, en in hoogte verstelbaar is. Op de strijkplank wordt een doek bevestigd, het (of de) tijk. Een doek met metalen reflecterend oppervlak is effectief om de warmte van de strijkbout te reflecteren naar het te strijken voorwerp.
Strijken werkt door het losmaken van de verbindingen tussen lange polymeerketens in de vezels van het materiaal. Als de moleculen heet zijn, worden de vezels uitgestrekt door het gewicht van het strijkijzer. Als ze afkoelen behouden ze deze vorm. Sommige textielsoorten, zoals katoen, worden beter gestreken als er water toegevoegd wordt om de intermoleculaire verbindingen los te maken. Moderne stoffen (ontwikkeld vanaf halverwege de twintigste eeuw) hoeven minder heet en met minder gewicht gestreken te worden dan bijvoorbeeld katoen of linnen. Verder bestaan er strijkvrije versies (ook wel no-iron genaamd), bijvoorbeeld dunne katoensoorten voor overhemden.
Door het wasgoed buiten, in de wind, te laten drogen, verloopt het strijken makkelijker dan als de was binnen droogt. Een soortgelijke functie heeft de toepassing van een wasverzachter.

## Strijken met stoom
Zoals gezegd kan het strijken van bepaalde stoffen worden vergemakkelijkt door wat water toe te voegen. Moderne strijkijzers zijn vrijwel zonder uitzondering stoomstrijkijzers, die met water worden gevuld, dat tijdens het strijken als stoom via gaatjes in de strijkzool op de kleding wordt gespoten als op de stoomknop wordt gedrukt.
Om verkalking te voorkomen, kan het beste gedestilleerd water worden gebruikt. Dit kan zelf gemaakt worden door het water uit de condensdroger door een koffiefilter te gieten (om de stofdeeltjes eruit te filteren).
Er bestaan ook stoomstrijkijzers die een aparte stoomproducerende bak hebben. De stoom wordt dan via een flexibele buis naar het strijkijzer geleid als er op de stoomknop gedrukt wordt. Oudere modellen moeten eerst afkoelen voor er kan bijgevuld worden met (gewoon kraan)water.

## Persen

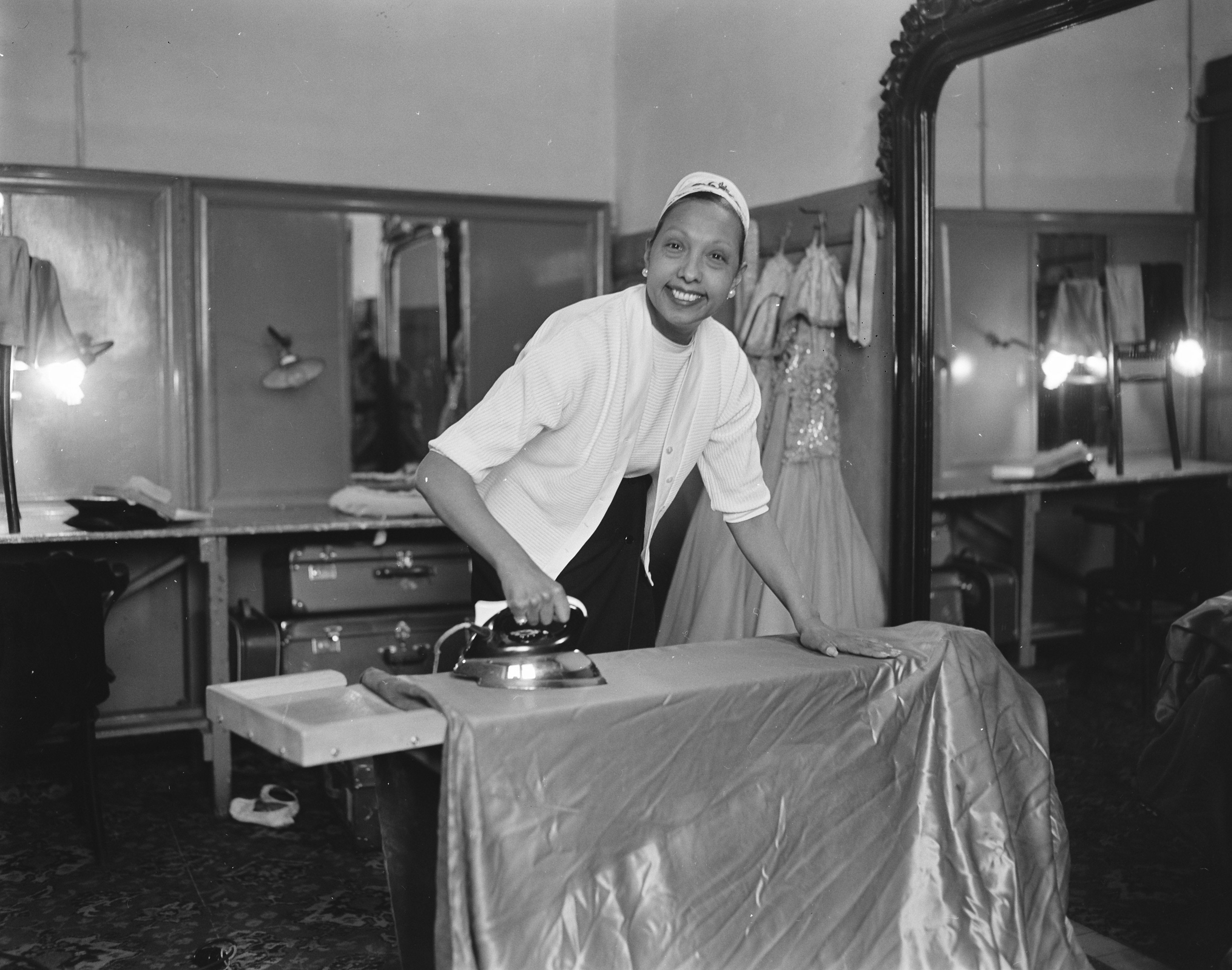
Josephine Baker strijkend in Nederland (1956)

Kledingstukken van dikke stof die in de vorm moeten worden gebracht kunnen worden geperst. Dit wordt gedaan door een natte katoenen lap, bijvoorbeeld een theedoek, op het kledingstuk te leggen, en vervolgens de strijkbout tamelijk hard op de stof te duwen, zodat stoom ontstaat.
Persen wordt ook gedaan bij het openstrijken van zomen, of na het aanbrengen van een beleg, of bij andere momenten tijdens het naaien van kleding. Daarom is het verstandig om bij het naaien altijd een strijkplank en een strijkijzer bij de hand te hebben.
Onder meer in de 17e eeuw bezat de gegoede burgerij een linnenpers om waardevolle stoffen letterlijk te persen, zonder toevoeging van hitte of water (zie foto).

## Veiligheid
Het strijkoppervlak van een strijkijzer wordt bijzonder heet. Het is dus zaak om het strijkijzer niet lang stil te laten staan op het textiel, want dit zal onherstelbaar verbranden. Ook loopt men hiermee het risico op brand. Waar vanouds een heet strijkijzer op een treeft (een metalen onderzetter) werd geplaatst om te vermijden dat het strijkoppervlak werd beschadigd, zo werden later strijkplanken voorzien van een metalen rekje om het strijkijzer op neer te zetten, en na gebruik ook te laten afkoelen.
Strijkijzers veroorzaken veel brandwonden, en zeker kinderen moeten buiten bereik gehouden worden van een hete strijkbout. Ook het gebruik van een verlengsnoer bij het strijken is sterk af te raden. Hierdoor ligt het snoer op de grond en loopt men het risico het strijkijzer van de strijkplank te trekken en dit op de voet te laten vallen. Het beste is dan ook om het strijkijzer rechtstreeks aan te sluiten op het stopcontact. Daarom dient de strijkplank altijd in de buurt van een stopcontact te worden neergezet. Een ander punt van mogelijke ongevallen is een versleten snoer. Vooral oudere strijkijzers bezitten isolatie die met de tijd is vergaan, waardoor de stroomvoerende binnenaders bloot kunnen komen te liggen. Het wordt afgeraden om het snoer zelf te repareren, strijkijzersnoeren zijn namelijk uit speciaal brandveilig materiaal vervaardigd. Het is daarom het beste om het strijkijzer meteen te vervangen als het snoer kapot is.

## Geschiedenis
Oudere strijkijzers bestonden uit massieve ijzerblokken die op een kachel verhit konden worden, of gietijzeren bakjes die met gloeiende kolen gevuld werden. Begin 20e eeuw kwamen er door elektriciteit verwarmde exemplaren. Tegenwoordig (2018) zijn alle strijkijzers elektrisch en meestal voorzien van een waterreservoir voor stoomproductie.
Nieuw zijn de snoerloze elektrische strijkijzers. Deze strijkbouten moet je van tevoren opladen door ze op een laadstation te plaatsen.

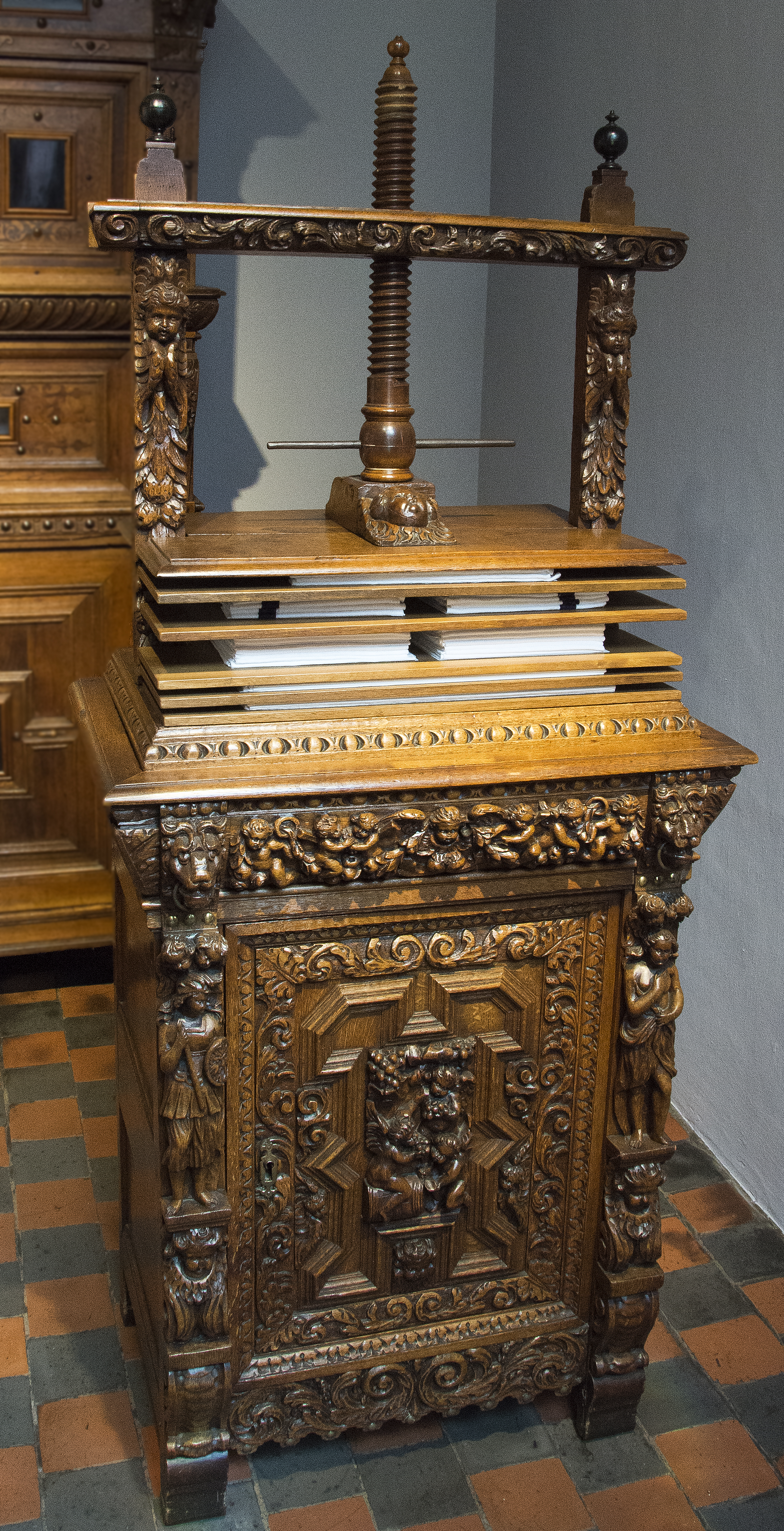
Een linnenpers (17e eeuw) in het Rubenshuis te Antwerpen
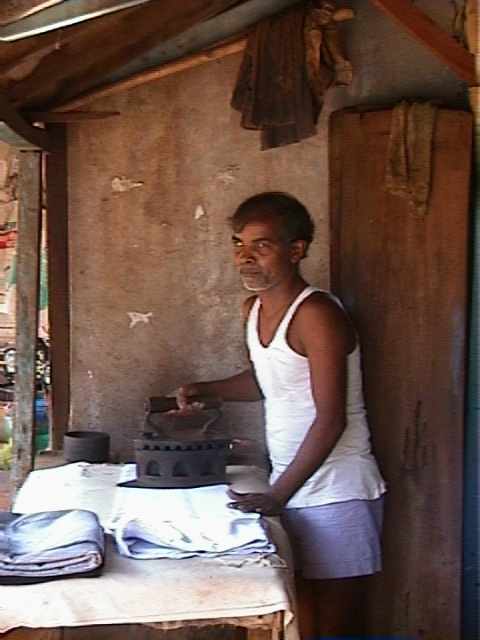
Kolenstrijkijzer (India 2004)
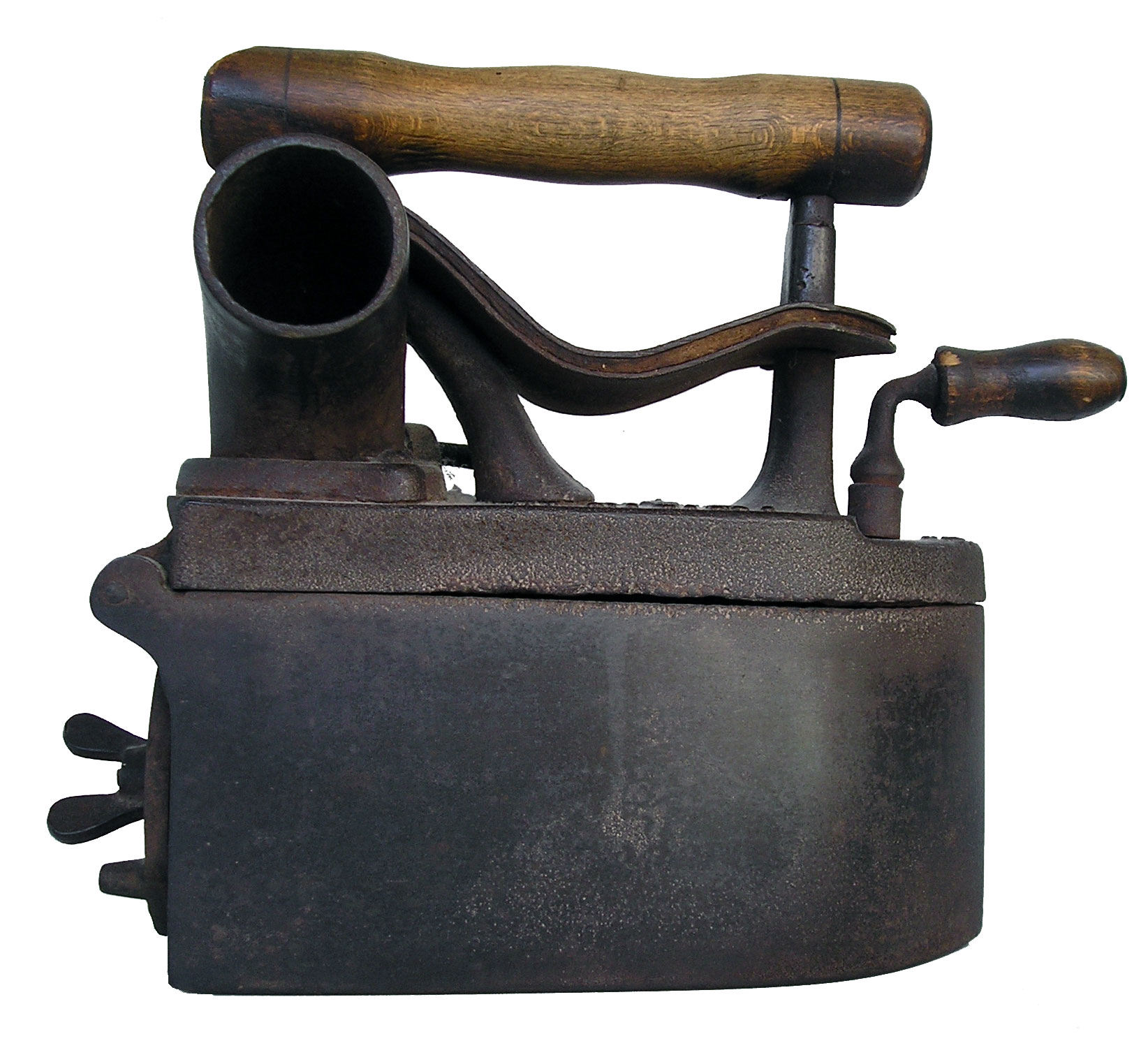
Kolenstrijkijzer
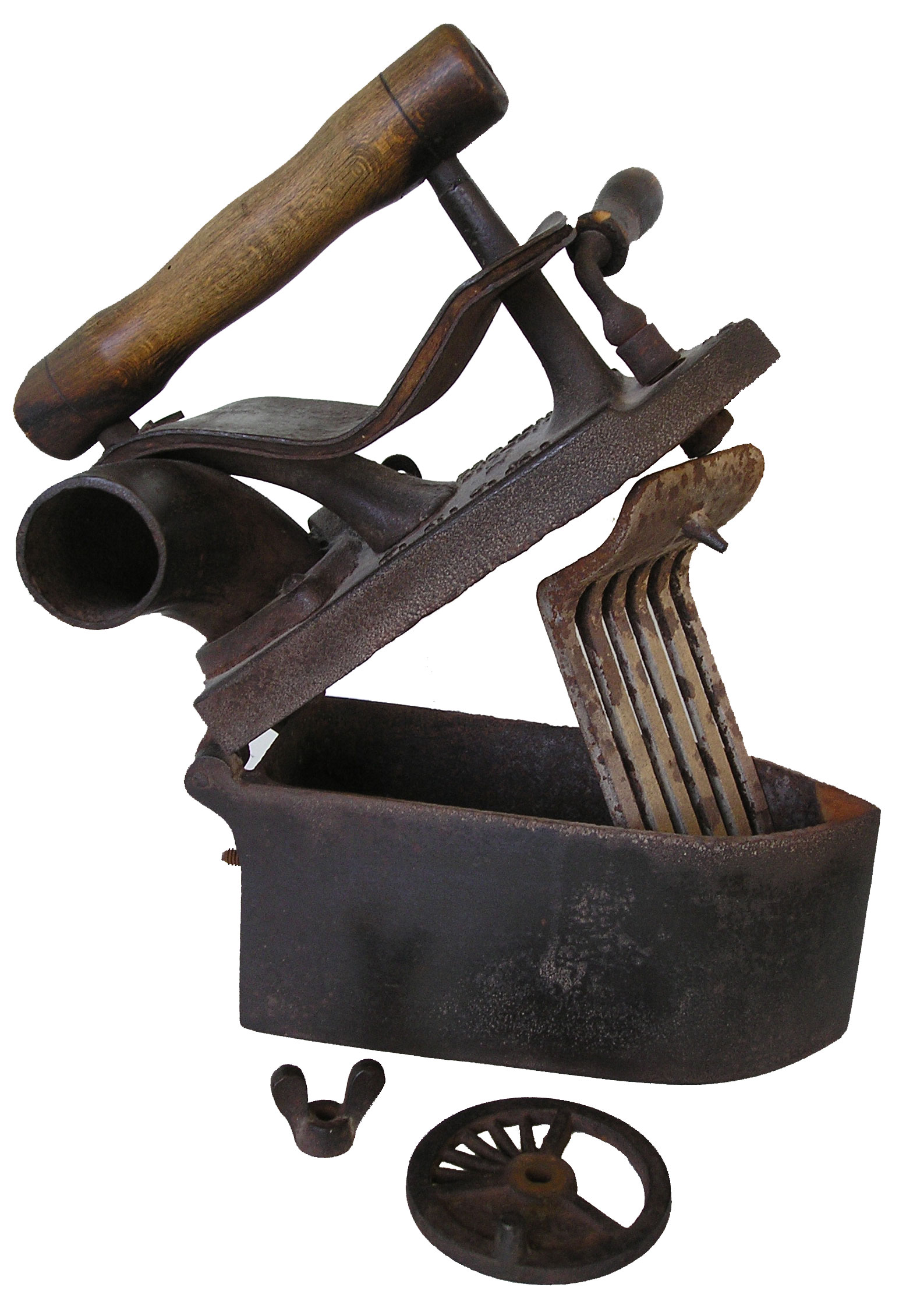
Kolenstrijkijzer (open)
- Polygoonjournaal uit 1963. Mevr. Bleeker uit Amsterdam heeft een enorme verzameling strijkbouten en treefjes.

## Strijktemperaturen
- Linnen: 230°C
- Triacetaat: 200°C
- Katoen: 204°C
- Viscose: 190°C
- Wol: 148°C
- Polyester: 148°C
- Zijde: 148°C
- Acetaat: 143°C
- Acryl: 135°C
- Lycra/Spandex: 135°C
- Nylon 6.6: 135°C

## Trivia
- De Citroën DS heeft als bijnaam "Strijkijzer".
- Het Strijkijzer is de bijnaam van een woontoren in Den Haag.
- "Het Strijkijzer" of "t Striekiezer" was de bijnaam van een pand in Enschede, op de straathoek van de Noorderhagen en de vroegere Oldenzaalsestraat (nu Heurne).
- Dik Bruynesteyn tekende in zijn stripreeks Appie Happie Sjakie Strijkijzer, wiens kin de vorm van een strijkijzer had.
- Op 16 april 2016 vestigde de Belg Jimmy De Frenne het wereldrecord strijken door 82 uur te strijken.[1]
- In het Suske en Wiske-album Walli de walvis gaan de vrienden met een "Strijkijzer" naar de onderwaterwereld Terra Incognita. Dit "Strijkijzer" is een duikvaartuig in de vorm van een strijkijzer.